# Rudolf Moralt
Rudolf Moralt   (Múnic, 26 de febrer de 1902 - Viena, 16 de desembre de 1958) va ser un compositor, organista i pedagog musical alemany, particularment associat a Mozart i al repertori del seu país.
Nascut a Múnic, hi va estudiar amb Walter Courvoisier i August Schmid-Lindner i va exercir com a repetiteur a l'Òpera Estatal de Múnic amb Bruno Walter i Hans Knappertsbusch des del 1919 fins al 1923.
Va ser director d'orquestra del teatre d'òpera de Kaiserslautern (1923–28) i director musical del teatre d'òpera de Brno (1932–34). També va treballar a Braunschweig i Graz abans de ser nomenat director d'orquestra de l'Òpera Estatal de Viena el 1940 fins a la seva mort. El 1942 va realitzar una sèrie d'enregistraments de renom dirigint l'orquestra de l'Òpera Estatal amb la soprano austríaca Maria Reining.
Moralt, un director d'orquestra fiable, sense afectacions i profundament simpàtic, va ser responsable d'un alt nivell d'actuacions de repertori a Viena durant gairebé vint anys. Tot i que eclipsat pels directors més famosos de la seva època, va aconseguir, no obstant això, moltes representacions notables, especialment d'obres de Mozart, Wagner, Strauss, Pfitzner.
Va aparèixer amb freqüència al Festival de Salzburg i com a convidat a moltes altres ciutats europees i a Amèrica del Sud. Entre els seus discos s'inclouen un cicle de cèlebres anells, un notable Don Giovanni i un Salomé interpretat magníficament que demostra l'excepcionalitat de la seva música quan tenia un temps d'assaig adequat. Aquest enregistrament poc conegut es troba entre les millors realitzacions de l'òpera, marcat només pel cant fresc però lleugerament pla de Wegner.
Va morir a Viena, als 56 anys.